# Gasteig HP8

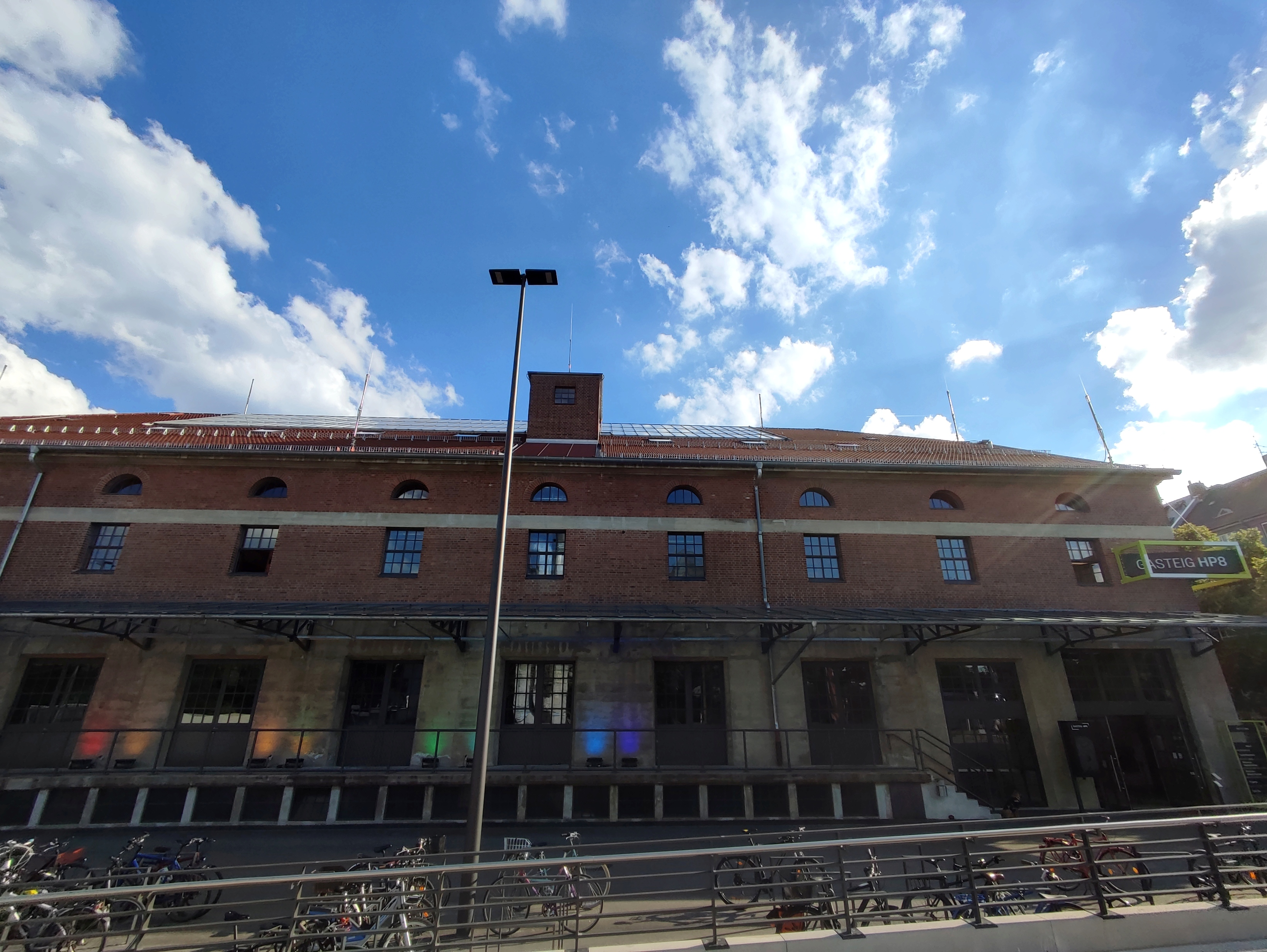
Gasteig HP8 in München

Der Gasteig HP8 ist ein Kulturzentrum im Münchner Stadtteil Sendling. Es dient als Ausweichquartier des Gasteigs in Haidhausen während dessen Sanierung bis 2033 (voraussichtliche Mindestdauer) und wurde am 8. Oktober 2021 eröffnet. Neben der Isarphilharmonie und einer Open Library der Münchner Stadtbibliothek in der denkmalgeschützten Halle E zogen bis Oktober 2022 auch die Münchner Philharmoniker, ein Teilbereich der Münchner Volkshochschule und die Hochschule für Musik und Theater München (HMTM) an den Standort. Der Gasteig HP8 wurde durch einen Namenswettbewerb nach seiner Adresse Hans-Preißinger-Straße 8 in München-Sendling benannt.

## Isarphilharmonie

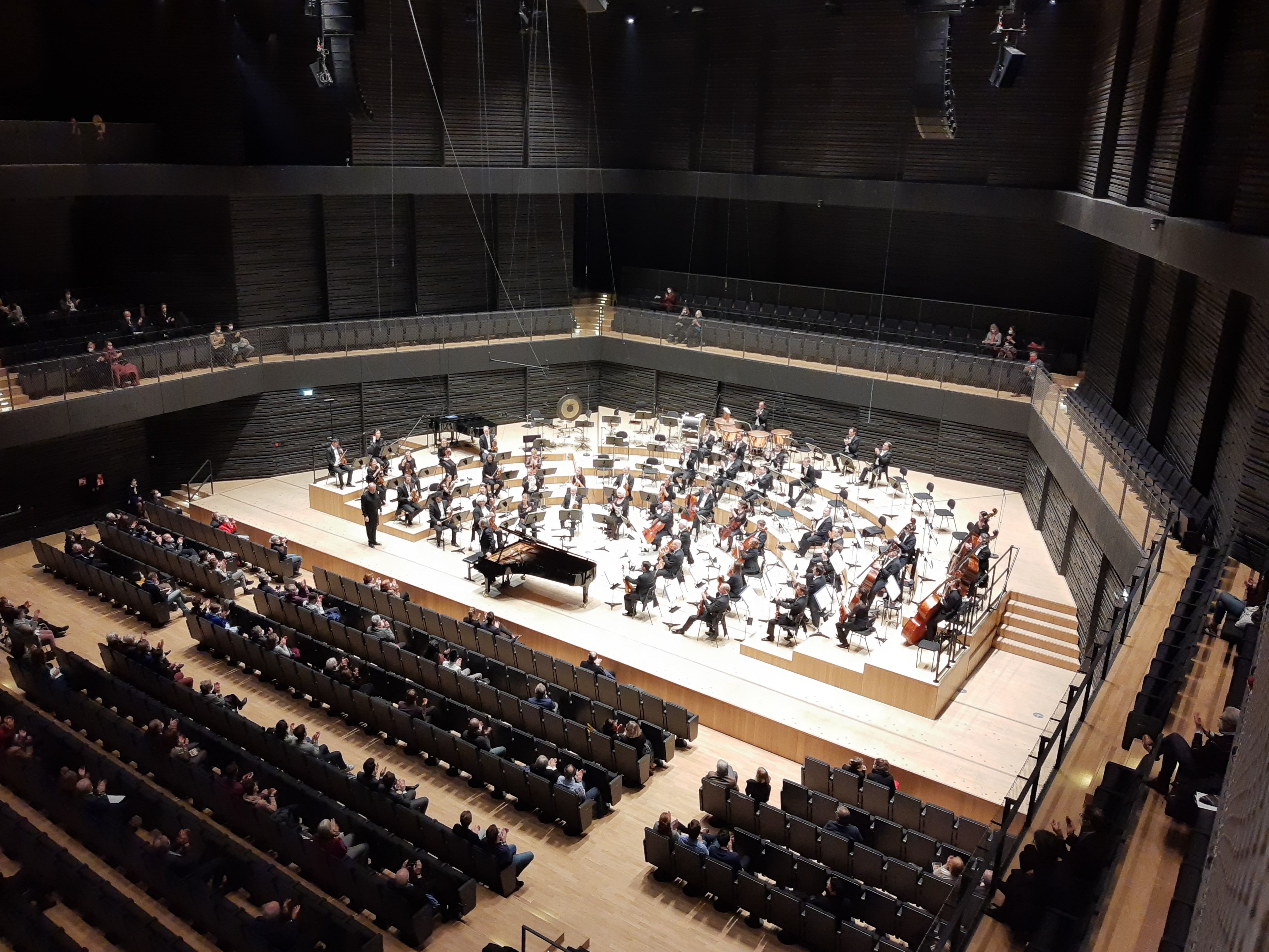
Konzertsaal im Gasteig HP8

Die Isarphilharmonie bietet Platz für ca. 1900 Personen. Sie ist die Residenz der Münchner Philharmoniker und auch das Symphonieorchester des Bayerischen Rundfunks und viele weitere Interpreten und Orchester treten in der Isarphilharmonie auf.
Die Konzerthalle besteht aus einer Stahlkonstruktion mit einem Raumvolumen von fast 60.000 Kubikmetern. Der Konzertsaal selbst ist aus vorgefertigten Vollholz-Elementen in die Konstruktion eingepasst. Das dunkel lasierte Holz, die Stühle ebenfalls aus dunklem Holz und Textilen, stehen im Kontrast zum Bühnenboden aus hellem Holz vor einem Chorbalkon. Die Bühnenfläche beträgt ca. 272 m².
Entworfen wurde die neue Wirkstätte der Münchner Philharmoniker vom Architekturbüro Gerkan, Marg und Partner, die Umsetzung erfolgte durch die Schweizer „Nüssli Gruppe“. Yasuhisa Toyota und sein Büro Nagata Acoustics waren für die Akustik verantwortlich. Der Neubau schließt an die denkmalgeschützte Trafohalle „Halle E“ an.

## Halle E
Die denkmalgeschützte Halle E dient als Foyer zur Isarphilharmonie und beherbergt neben gastronomischen Angeboten auch die Open Library der Münchner Stadtbibliothek mit den Themenschwerpunkten Musik, Sprache und lebenslanges Lernen. Die Halle E ist täglich von 7 bis 23 Uhr geöffnet.

## Haus G, Haus K und Saal X
Der Multifunktionssaal Saal X ermöglicht unter anderem Theatervorstellungen, Performancekunst, Events und Filmprojektionen für ca. 250 Personen. Er wurde am 22. Oktober 2021 mit einem Auftritt des DJs Dominik Eulberg eröffnet. In dem im Bau befindlichen Haus G werden die Übungs- und Unterrichtsräume der Hochschule für Musik und Theater München untergebracht. In Haus K wird die Münchner Volkshochschule in den fünf oberen Stockwerken Kurse anbieten. Auf dem Gelände entstehen außerdem mehrere Veranstaltungssäle in unterschiedlicher Größenordnung und für unterschiedliche Einsatzbereiche und Veranstaltungen.

## Gasteig-Sanierung
Im April 2017 gab der Münchner Stadtrat grünes Licht für eine Generalsanierung. Laut Stadtratsbeschluss im Juni 2019 wird das Münchner Architekturbüro Henn die Sanierung durchführen. Da sich die Sanierung verzögert, erfolgt im Gasteig derzeit (Stand 2025) eine Zwischennutzung („Fat Cat“). Zum aktuellen Stand siehe FAQs Sanierung auf gasteig.de
Das Gelände HP8 gehört den Stadtwerken München. Ob nach Sanierung des Gasteig die Isarphilharmonie und die Halle E als Kulturzentrum zusätzlich auf Dauer auf dem Gelände  bleiben werden, ist noch nicht entschieden.